# Jacob Körner
Jacob Körner (* 2. September 1995) ist ein deutscher Schauspieler.

## Leben
Bis 2012 besuchte er das Walter-Gropius-Gymnasium Selb, wo er bis 2012 in der Tischtennismannschaft der Schule spielte, die 2010 die bayerische Schulmeisterschaft gewann.
Von Dezember 2012 bis Januar 2015 (Folge 737 bis Folge 822) war er in der Rolle des Nils Kupferschmid in der Kinder- und Jugendserie Schloss Einstein zu sehen.  Für die Dreharbeiten zog er von Selb nach Erfurt, wo er das Gutenberg-Gymnasium besuchte. Später  studierte er Mathematik an der Universität Bayreuth.

## Filmografie
- 2009: Das Internat (Schulproduktion)
- 2012–2015: Schloss Einstein
- 2014 Nur... (Spielfilm)
- 2013: KiKA Live: Schloss Einstein Backstage
- 2015: ...und einer zeichnet die Realität (Kurzfilm)